# كرنكو
فريتس كْرِنْكُو أو فرتس كرنكوڤ (1289 - 1372 ه‍ / 1872 - 1953 م) هو مستشرق ألماني.
هاجر إلى إنكلترا وأقام سنتين في الهند أستاذاً للعربية في جامعة عليكره. اعتنق الإسلام، وسمى نفسه محمد سالم الكرنكوي.
قال كرد علي (في مجلة المجمع) :«أحبَّ الأستاذ كرنكو العرب والإسلام محبة لا ترجى إلا من العريق فيهما، يتعصب للعرب على سائر أمم الإسلام، من الفرس والترك والهند، ويعتقد - كما كتب لي في 23 آذار، مارس، سنة 1935 - أن زوال الدولة العربية، أي خلافة بني أمية، وانتقال مركز الإسلام من دمشق إلى العراق، وظهور الفرس على العرب، كان أول سبب للحيلولة دون انتشار الإسلام في الأمم النازلة في الشمال الغربي، أوروبا.»
وقال كاظم الدجيلي - وكان صديقاً حميماً له: «كان كرينكو غزير العلم، واسع الاطلاع، صادق القول، أبيّ النفس، بهيّ الطلعة، محباً للشرقيين عامة والمسلمين خاصة، ولا أدري ما تمّ في أمر خزانته التي تحوي آلاف الكتب الثمينة النادرة من مخطوطات ومطبوعات إذ في ضياعها وتفرقها خسارة للآداب العربية والإسلامية».

## آثاره
من آثاره:
- تحقيق كتاب المنتظم في تاريخ الملوك والأمم تأليف أبو الفرج بن الجوزي وتعتبر من أفضل نشرات الكتاب .
- نشر «قصيدة كعب بن زهير في النبي صلى الله عليه وسلم وشرحها للإمام أبي زكريا يحيى بن علي الخطيب التبريزي»، وذلك في «مجلة الجمعية الشرقية الألمانية» ZDMG جـ 65 (1911) ص 241 ـ 279 مع تعليقات نقدية.
- نشر «ديوان مزاحم العقيلي» مع ترجمة إنكليزية، وظهر في ليدن (هولندة) 1920.[4]